# Vesins
Pesens (en francès Pezens) és un municipi del departament de l'Aude a la regió francesa d'Occitània.